# Дамян Сидов
Дамян Сидов е български учител и революционер, деец на Вътрешната македоно-одринска революционна организация.

## Биография
Дамян Сидов е роден в костурското село Галища, тогава в Османската империя. Завършва втори клас в Костурското трикласно българско училище и в 1890 година става български учител в костурското село Жупанища. По-късно става български учител в Галища.
Принуден е да изостави учителството в родното си село става нелегален. Обикаля костурските чети с ранг на подвойвода, като изпълнява функциите на четнически учител, ограмотявайки четниците. Накрая е в четата на Никола Добролитски. Участва в сражението на 30 октомври 1906 година, в което загива войводата. Ранен е, но успява да се спаси. В 1907 година се легализира, но е убит от платени агенти на една сватба.